# Chrysocraspeda medjaria
Chrysocraspeda medjaria là một loài bướm đêm trong họ Geometridae.